# Anodontophora tuvensis
Anodontophora tuvensis  (лат.) — вид ногохвосток из семейства Onychiuridae. Особи длиной около 1,5 мм, синевато-серые. Тело цилиндрическое, короткое, без анальных шипиков. На теле сверху в тонких маскировочных зёрнышках. Усики такой же длины, как и голова.